# Miagrammopes luederwaldti
Miagrammopes luederwaldti là một loài nhện trong họ Uloboridae.
Loài này thuộc chi Miagrammopes. Miagrammopes luederwaldti được Cândido Firmino de Mello-Leitão miêu tả năm 1925.